# Illes Saròniques
Les illes Saròniques (en grec Σαρωνικά Νησιά, Saronikà Nissià) són un grup d'illes situades al golf Sarònic, que s'obre entre les regions gregues de l'Àtica i el Peloponès. Les principals illes habitades d'aquest grup són Salamina (on l'armada grega va derrotar els perses en la famosa batalla de Salamina), Egina, Cecrífalea, Anguistri i Poros. Les illes d'Hidra i Dokós, situades davant la costa de l'Argòlida, al Peloponès (i que en realitat es troben entre el golf Sarònic i el golf Argòlid), de vegades també són considerades part de les illes Saròniques, i llavors aquest conjunt se sol anomenar les illes Argosaròniques (en grec Αργοσαρωνικά Νησιά, Argosaronikà Nisià).
Molts grecs del continent tenen segones residències en aquestes illes, que estan comunicades amb serveis regulars de ferris des dels ports del Pireu i del Peloponès.